# Stefano Centomo
Stefano Centomo (Arzignano, 17 dicembre 1986) è un cantante italiano.

## Biografia
Entra in qualità di corista nei Casanova Venice Ensemble, gruppo teatral-musicale che porta in Italia, nel 2006, il musical Romeo e Giulietta, nella versione redatta alla fine degli anni novanta dal compositore francese Gérard Presgurvic. Con l'adattamento dei testi in italiano, Centomo viene scelto per la parte del protagonista Romeo.
Nel dicembre 2006 firma il suo primo contratto discografico con la Dinamica, etichetta del gruppo Time di Giacomo Maiolini.
Sempre nel 2006 risulta fra i tre vincitori del concorso Sanremolab e viene ammesso al Festival di Sanremo 2007, dove il 2 marzo si classifica al secondo posto nella sezione Giovani con il brano Bivio, singolo che raggiungerà la Top 20 nella hit parade italiana. L'orchestra a Sanremo fu diretta da Massimo Morini.
Il 23 novembre 2007 esce il suo album d'esordio Respirandoti, prodotto da Luca Pernici. Centomo ha inoltre interpretato le versioni italiane di Little Wonders e Another Believer (rispettivamente intitolate Piccoli istanti e Un'altra chance), inserite nella colonna sonora del cartone animato della Disney I Robinson - Una famiglia spaziale uscito nel giugno 2007.
Nell'estate 2008 è uscito il singolo Luce per me. A settembre 2008 è stato impegnato nella promozione di Sono io, brano estratto dalla colonna sonora del film TV targato Disney Channel Camp Rock nonché cover in lingua italiana del singolo This Is Me di Demi Lovato e Joe Jonas.

## Discografia

### Album
- 2007 - Respirandoti

### Singoli
- 2007 - Bivio (#18)
- 2007 - Niente è come te
- 2007 - Tu dove sei
- 2008 - Luce per me

### Colonne sonore
- 1º giugno 2007 - I Robinson - Una famiglia spaziale; Un'altra chance, Piccoli istanti
- 27 settembre 2008 - Camp Rock; Sono io in coppia con Ariel (versione italiana di This Is Me)

## Premi
- SanremoLab 2006 (1º posto)
- Festival di Sanremo 2007 (2º posto Sezione Giovani)